# Resolució 1165 del Consell de Seguretat de les Nacions Unides
La Resolució 1165 del Consell de Seguretat de les Nacions Unides fou adoptada per unanimitat el 30 d'abril de 1998. Després de recordar la Resolució 955 (1994), el Consell va establir una tercera Sala de Primera Instància al Tribunal Penal Internacional per a Ruanda (TPIR).
El Consell de Seguretat va recordar que la Resolució 955 permetia incrementar el nombre de sales judicials i jutges al TPIR. Va reafirmar que el processament dels responsables de les violacions del dret internacional humanitari a Ruanda ajudaria a contribuir a la pau i la reconciliació. També calia enfortir el sistema judicial ruandès, ja que hi havia un gran nombre de persones que esperaven judici.
Actuant sota el Capítol VII de la Carta de les Nacions Unides, el Consell va establir una tercera cambra judicial al TPIR i que les eleccions a les cambres judicials tindrien lloc en la mateixa data, per un mandat que expiraria el 24 de maig 2003. Els jutges començarien els mandats tan aviat com foa possible després de les eleccions. Es van encoratjar noves eficiències al TPIR i el secretari general Kofi Annan fou requerit a fer acords per facilitar el funcionament eficaç del Tribunal.